# 环丙醇
环丙醇（英語：Cyclopropanol）化学式C3H6O，包含一个环丙基和一个羟基。它可以由乙基溴化镁和环氧氯丙烷的反应合成，而其衍生物则能通过库林科维奇反应制备。环丙醇由于三元环的张力很不稳定，易开环生成丙醛。因此环丙醇可作为烯醇化丙醛的合成子。环丙醇还被用来在分子中引入环丙基，合成环丙基酯、磺酸酯和胺。含环丙基的化合物作为潜在抗病毒药物，亦用于蛋白质运输的控制研究。